# Passiflora tica
Passiflora tica Gómez-Laur. & L.D.Gómez – gatunek rośliny z rodziny męczennicowatych (Passifloraceae Juss. ex Kunth in Humb.). Występuje naturalnie w Gwatemali, Hondurasie, Nikaragui, Kostaryce oraz Panamie.

## Morfologia
PokrójWiecznie zielone drzewo lub krzew. Dorasta do 3–15 m wysokości.
LiściePodłużnie eliptyczne lub eliptycznie jajowate, rozwarte u podstawy. Mają 12,5–66 cm długości oraz 6,5–30 cm szerokości. Całobrzegie, ze spiczastym wierzchołkiem. Ogonek liściowy jest owłosiony i ma długość 25–45 mm. Przylistki nie są trwałe.
KwiatyPojedyncze lub zebrane w pary. Działki kielicha są podłużne, białę, mają 2,5–3,5 cm długości. Płatki są podłużne, białę, mają 2,5–3,5 cm długości. Przykoronek ułożony jest w 2–3 rzędach, żółty, ma 1–20 mm długości.
OwoceMają elipsoidalny kształt. Mają 3–4,5 cm długości i 2,5–4,3 cm średnicy.